# Abu l-Misk Kafur
Abū l-Misk Kāfūr (in arabo أبو المسك كافور‎?; 905 – Il Cairo, 968) è stato un eunuco di carnagione nera che amministrò con grande energia e capacità, in veste di vizir lo Stato ikhshidide dopo la morte di Muhammad ibn Tughj.
Noto anche come al-Laythī, al-Sūrī, al-Lībī, Abū al-Misk Kāfūr (nome tipico dato a un eunuco, essendo il significato della kunya "Padre del muschio" e quello del nome "Canfora") fu una personalità di spicco della Siria e dell'Egitto ikhshidide. Era noto per essere un africano di carnagione nera, ma nato e cresciuto in Egitto, originario di Sūra. Era probabilmente di origine nubiana, anche se non necessariamente tutti gli egiziani d'incarnato nero erano nubiani, essendo presenti anche arabi d'incarnato scuro, quali ad esempio i Banu Sulaym, originari della Penisola araba.
Eunuco, fu elevato alla dignità di vizir d'Egitto, diventando de facto suo governante dal 946. Dopo la morte del suo padrone, il generale Muhammad ibn Tughj, Abū l-Misk Kāfūr ne prese il posto per amministrare i domini ikhshididi egiziani e del meridione siriano (inclusa Damasco), fino alla sua morte avvenuta bruscamente nel 968.

## Biografia
Muhammad ibn Tughj, che era un turco della Transoxiana, e che era stato uno schiavo (mamlūk) lui stesso, fondò su autorizzazione abbaside la dinastia ikhshidide d'Egitto, e acquistò Abū al-Misk Kāfūr come suo schiavo nel 923. Apprezzandone l'intelligenza e il talento, Ibn Tughj lo affrancò. Lo storico Philip Hitti ricorda come tra le virtù di Abū l-Misk Kāfūr figurasse anche la lealtà, merce anche allora non facile da incontrare.
Ibn Tughj nominò il suo liberto supervisore dell'educazione che i suoi due figli ricevevano e poco dopo promosse Kāfūr ufficiale delle sue forze armate.. In veste di comandante, Kāfūr portò a compimento un'importante operazione militare in Siria nel 945 prima di ricevere altre incombenze dello stesso tipo per una campagna in Hijaz. L'eunuco fu coinvolto anche in operazioni diplomatiche di non piccolo conto con le autorità abbasidi.
Abū l-Misk Kāfūr divenne il governante di fatto dell'Egitto a partire dal 946, quando assunse la funzione di Reggente per conto dei due figli di Ibn Tughj alla morte del loro padre.
Morì al Cairo ma fu probabilmente inumato a Gerusalemme. Fu oggetto di componimenti satirici di al-Mutanabbi, il più famoso poeta iracheno, fautore degli Hamdanidi.

## Politica

### Politica interna
Nel 946, Abū l-Misk Kāfūr sostenne la successione di Anūjūr al padre Ibn Tughj e nel 961 aiutò ʿAlī ibn al-Ikhshīd, il giovane fratello di Anūjūr, a salire sul trono. Fu solo nel 966, alla morte di ʿAlī, che Abū l-Misk Kāfūr dichiarò pubblicamente l'assunzione del potere nella sua persona.
Abū l-Misk Kāfūr, malgrado le forti pressioni ostili che dovette fronteggiare, mantenne la stabilità in Egitto. Dal 947 al 948, affrontò e piegò la ribellione di Ghalbūn. Nel 954 sventò poi un tentativo di colpo di Stato condotto da Anūjūr. Riuscì anche a sopravvivere alla propaganda sovversiva ismailita. la sua abilità nel risolvere i problemi interni prolungò significativamente la sopravvivenza del potere ikhshidide.

### Politica estera
Una delle principali realizzazioni di Abū l-Misk Kāfūr fu l'aver consolidato la dinastia ikhshidide resistendo alle mene degli Hamdanidi (in Siria), dei Fatimidi (nel Nordafrica, a ovest dell'Egitto), dei Carmati (nella penisola Araba) e dei Nubiani (a sud dell'Egitto).
Fin dall'inizio, il suo padrone e signore, Muḥammad ibn Tughj, si affidò a lui per la conduzione delle campagne militari di Siria e Hijaz (penisola Araba). I suoi provvedimenti militari e diplomatici assicurarono Damasco agli Ikhshididi (allontanando gli Hamdanidi) nel 947. Sayf al-Dawla, governatore di Aleppo, aveva provato a impadronirsi della Siria, ma i suoi sforzi furono vanificati da Abū l-Misk Kāfūr, che costrinse il primo a riconoscere l'autorità ikhshidide su ampie parti della Siria.
Fu anche in grado di stornare la grave minaccia fatimide sull'Egitto, frustando gli sforzi dispiegati dai loro agenti-propagandisti. Fintanto che Abū l-Misk Kāfūr fu in vita, gli Ikhshididi stornarono le azioni fatimidi. Dopo la sua morte i Fatimidi non ebbero più alcun ostacolo.

### Economia
Abū l-Misk Kāfūr mantenne la stabilità economica dell'Egitto, malgrado alcune gravi difficoltà, quali:
- un incendio  di vaste proporzioni che nel 954 distrusse la parte vocata al commercio e agli affari di Fustat;
- Un devastante terremoto che colpì l'Egitto nel 955;
- la continua tendenza inflativa dei prezzi del comparto alimentare (che a volte portarono alla vera e propria fame parte della popolazione), con conseguenti problemi di ordine sociale, nel 949, 952, 955 e nel 963-968, che agevolarono la conquista fatimide dell'Egitto.

Malgrado le imponenti spese pubbliche, l'amministrazione di Abū l-Misk Kāfūr evitò un eccessivo ricorso alla leva fiscale. La moneta in oro mantenne una notevole stabilità della moneta in genere, sebbene essa conoscesse alcune fluttuazioni. Abū l-Misk Kāfūr fece anche ricorso ad amministratori competenti, facilitando la vita mercanti. Tra gli amministratori va ricordato l'ottimo Ya'qub ibn Killis, che contribuì al raggiungimento di una apprezzabile stabilità economica e che assicurò i suoi servigi anche ai Fatimidi, dalla cui parte passò senza alcuna esitazione dopo la loro conquista de Paese.

## Patronato delle arti
Abū l-Misk Kāfūr fu assai popolare anche perché fu un generoso patrono degli studiosi e degli scrittori egiziani. Forse il principale patronato fu assicurato al grande poeta al-Mutanabbi. In cambio al-Mutanabbi intessé grandi lodi per l'antico schiavo diventato signore dell'Egitto. Tuttavia, dopo la mancata concessione da parte di Kafur di un posto di rilievo nella sua amministrazione, al-Mutanabbi passò a ridicolizzare Kafur, denunciando così tutta la sua meschinità di uomo.
In quanto uomo pio, Abū l-Misk Kāfūr fu più generoso con gli ʿulamāʾ che con i poeti. Si circondò di uomini di religione, ad alcuni dei quali concesse generosi donativi. Costruì due moschee (a Giza e sul Muqaṭṭam) e un ospedale. Essendo la fede nell'esistenza dei jinn una realtà del credo islamico, in un'occasione egli abbandonò la propria abitazione in quanto convinto che in essa vi fosse proprio un jinn.
Abū l-Misk Kāfūr mantenne anche una lussuosa e magnifica Corte. Ciò, tuttavia, in periodo di fame e carestia, si accordava assai male con le condizioni di estrema precarietà di una parte consistente della popolazione. Oltre alle moschee e all'ospedale succitati, Abū l-Misk Kāfūr costruì nella capitale un buon numero di sontuosi palazzi e giardini, detti Kāfūriyya, di cui però non restano ormai più tracce archeologica.